# Parque Manancial em Ciechocinek

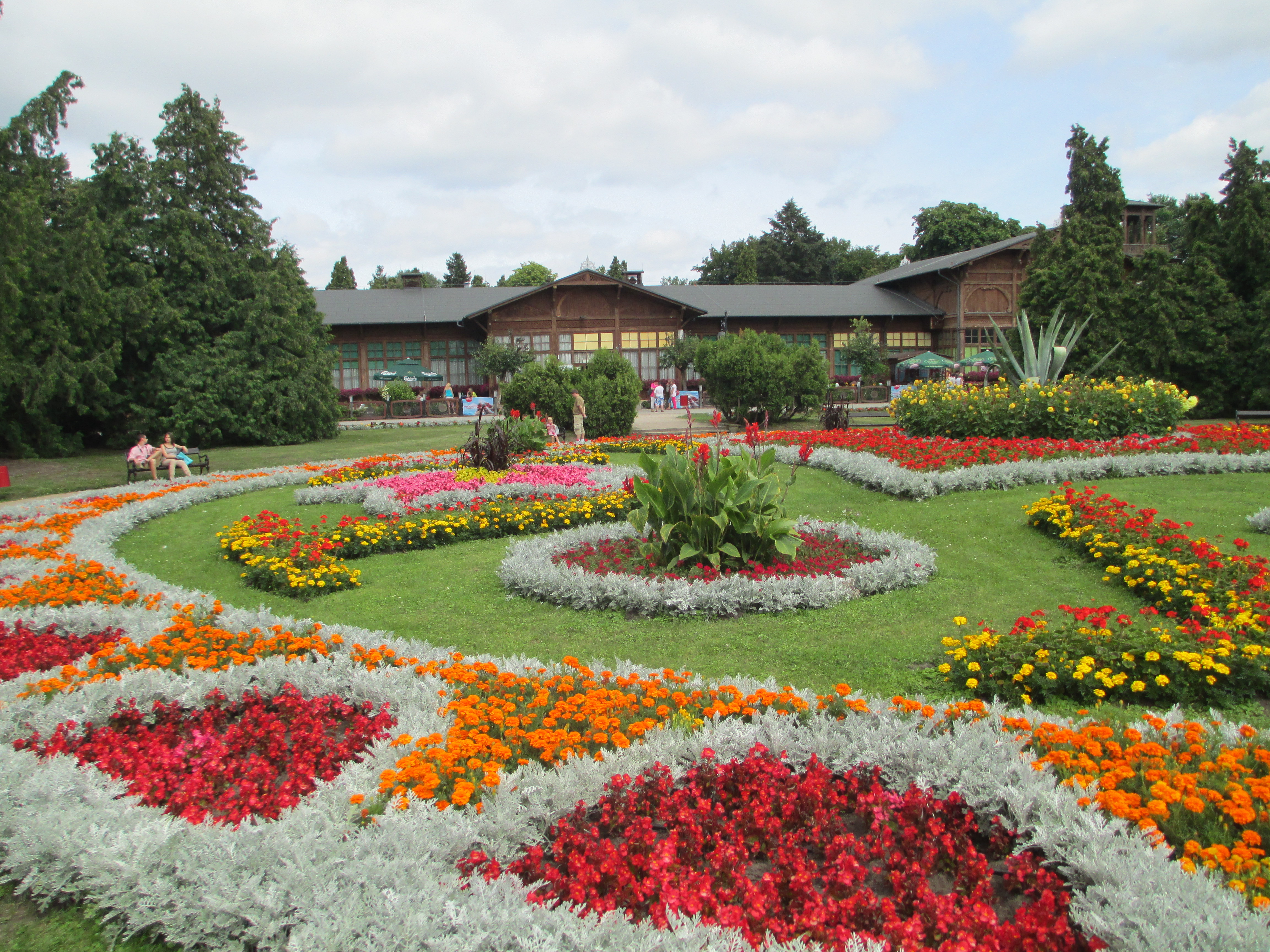
Parque Manancial

Parque Manancial em Ciechocinek – o maior (19 ha) do 4 parques de Ciechocinek, estabelecido nos anos 1872-1875 segundo ao projeto de Hipolit Cybulski com modificações e melhoria de Franciszek Szanior.

## História
Parque Manancial em Ciechocinek surgiu de jardim de passeios a galeria de passeios arranjado durante a construção do hotel de Karol Muller segundo o projeto de Franciszek Tournelle em 1851. Agora possui o parque composto pelos árvores velhos. Apesar de bordos, carvalhos, tílias e espruces ocorrem também Gymnocladus dioicus, Ginkgo Biloba, Pterocaria de Cáucaso e Tulipeiro. Fica aqui um monumento natural -  carvalho roble de 22 m d'altitude e 390 cm em circunferência.
No lugar da velha e queimada - foi criada na nova galeria de passeio. Nos anos 1880-1881 foi construída no Parque no “estilo suíço” - característico deste tempo por Ciechocinek - chafariz das águas minerais segundo ao projeto de Edward Cichocki. Chafariz tem uma estrutura de fachadas-cortina, acolchoando por tábuas. Do lado oriental, tem o anexo com a torrezinha. O chafariz foi reconstruído nos anos 20. no século XX. Atualmente situa-se ali uma sala de concertos e cafeteria “Bristol”.
Em 1909 foi construída no centro do Parque uma concha acústica de madeira no estilo de Zakopane (projeto: Paweł Fedders). Outro exemplos da arquitectura no Parque: a fonte de “João e Maria” e o edifício da máquina de vapor.
Hoje em dia, na concha acústica realiza-se várias festas culturais do grau nacional: Festival de Canção de Jovens Deficientes, Impressões Artísticas de Ciechocinek, Festival de Ópera e Opereta, Grande Gala de Tenores, Festival de Blues de Ciechocinek - e de grau regional: Revista Regional de Orquestras e equipas de bombeiros “Na Calçada” em Ciechocinek e Festival de Folklore de Kujawy e de Dobrzyń. 

## Galeria

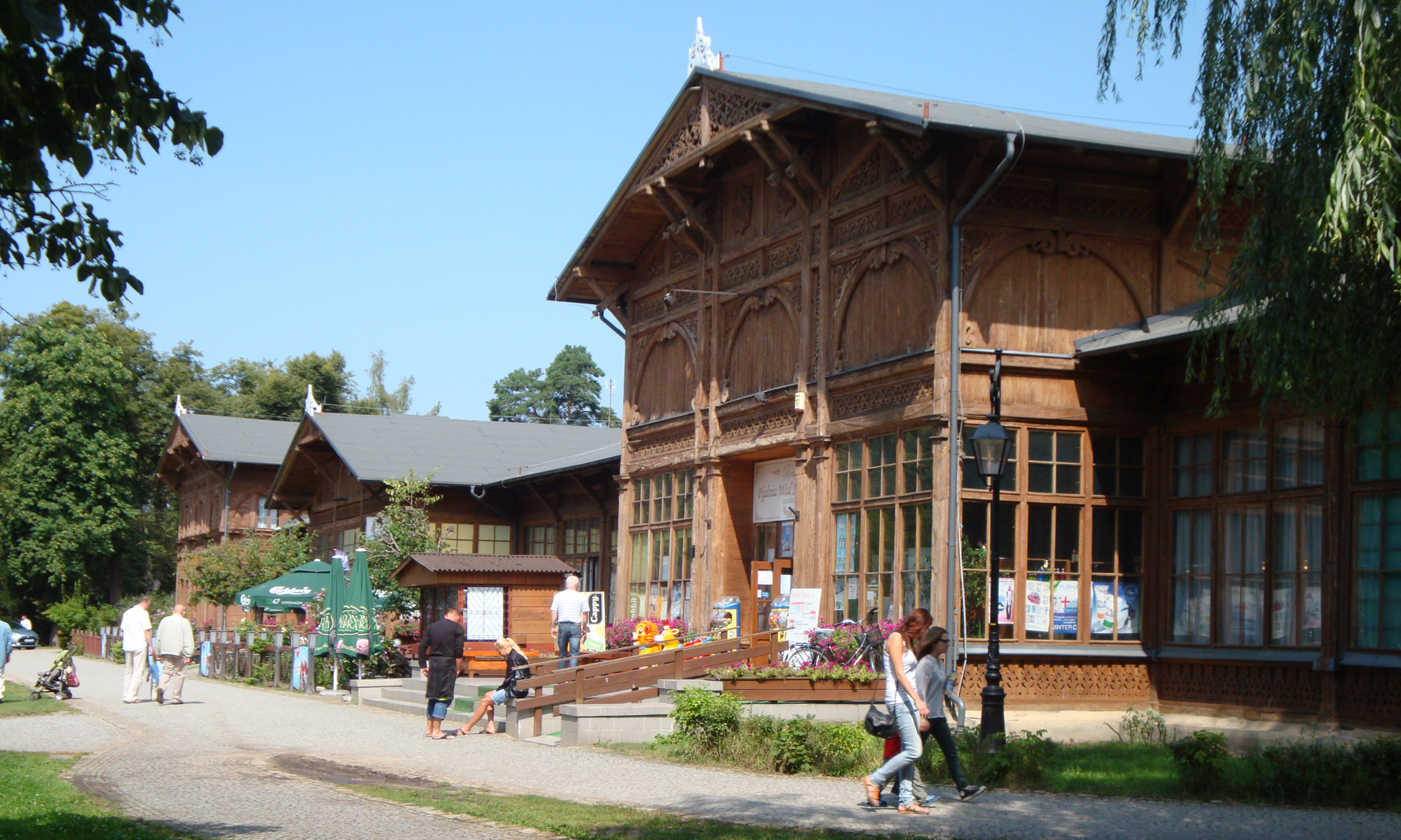
Chafariz
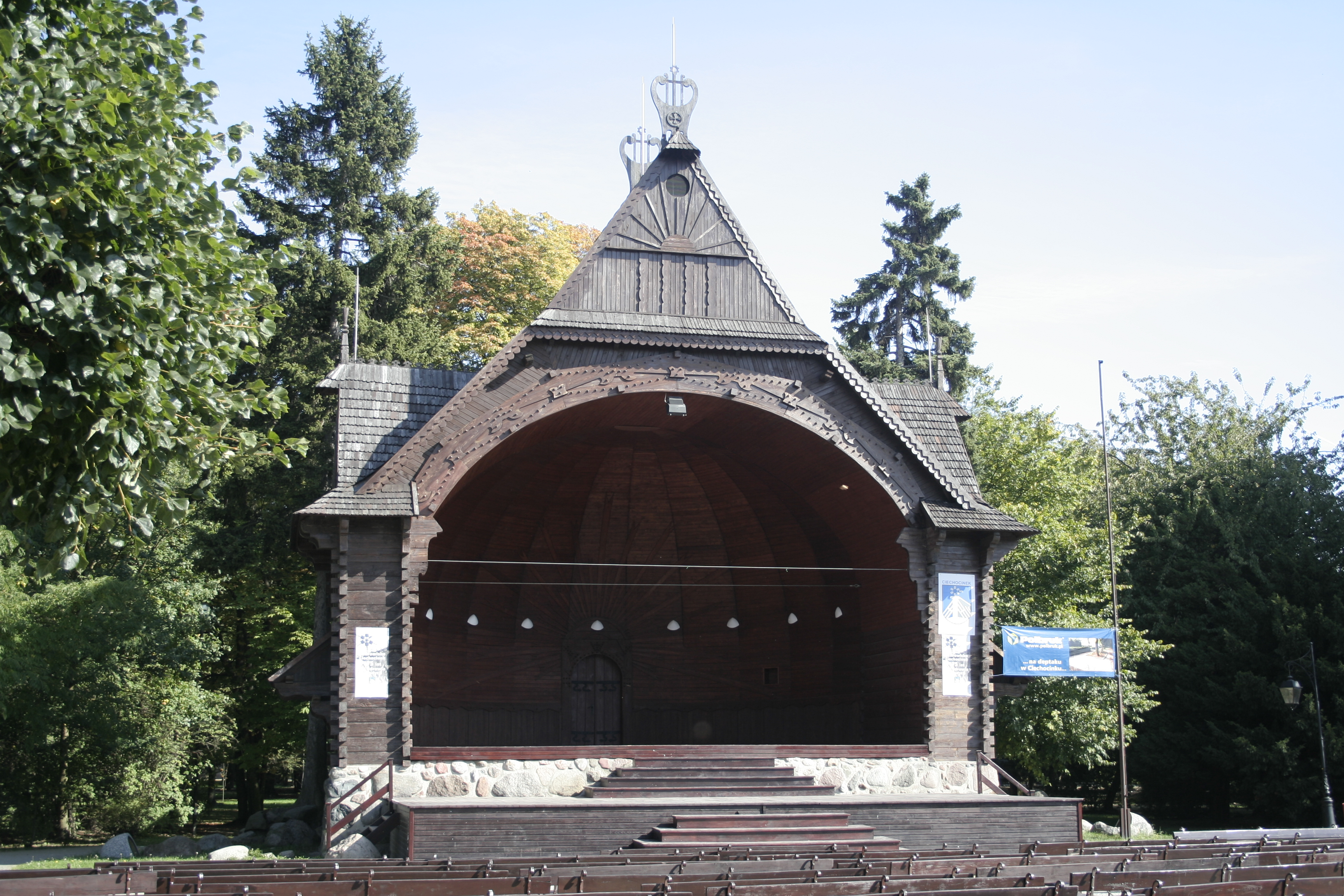
Concha acústica
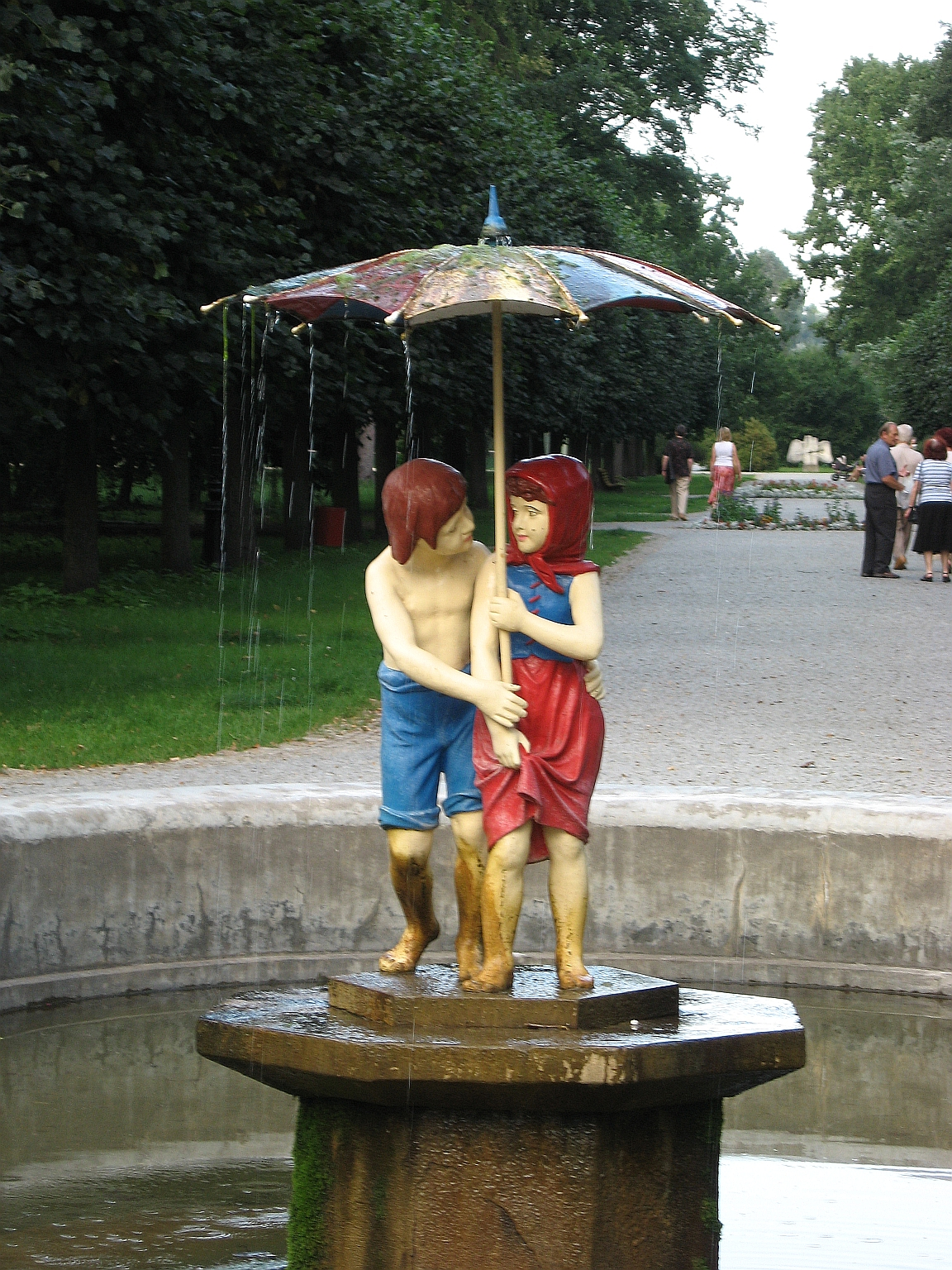
fonte de “João e Maria”
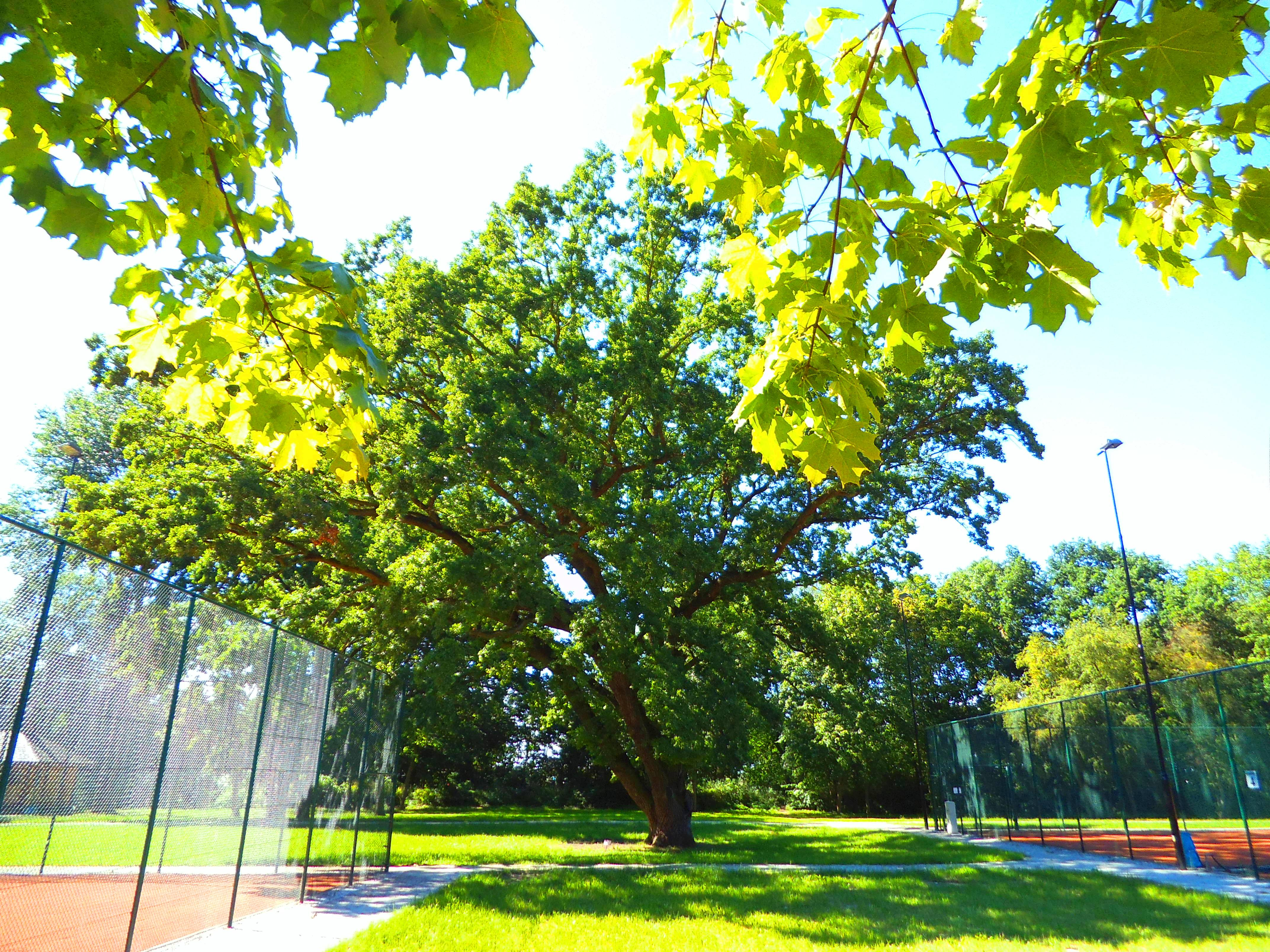
Monumento natural - carvalho roble